# Phan Tuấn Tài
Phan Tuấn Tài (Buôn Ma Thuột, 7 de enero de 2001) es un futbolista vietnamita que juega en la demarcación de lateral izquierdo para el Viettel FC de la V.League 1.

## Selección nacional
Tras jugar en las categorías inferiores de la selección, finalmente hizo su debut con la selección de fútbol de Vietnam en un partido amistoso contra Singapur que finalizó con un resultado de 4-0 tras los goles de Khuất Văn Khang, Nguyễn Thanh Nhân, Hồ Tấn Tài y Nguyễn Văn Quyết.

## Clubes
| Club       | País    | Año   | Partidos | Goles |
| ---------- | ------- | ----- | -------- | ----- |
| Daklak FC  | Vietnam | 2021  | 12       | 1     |
| Viettel FC | Vietnam | 2021- | 19       | 0     |